# Ikebana

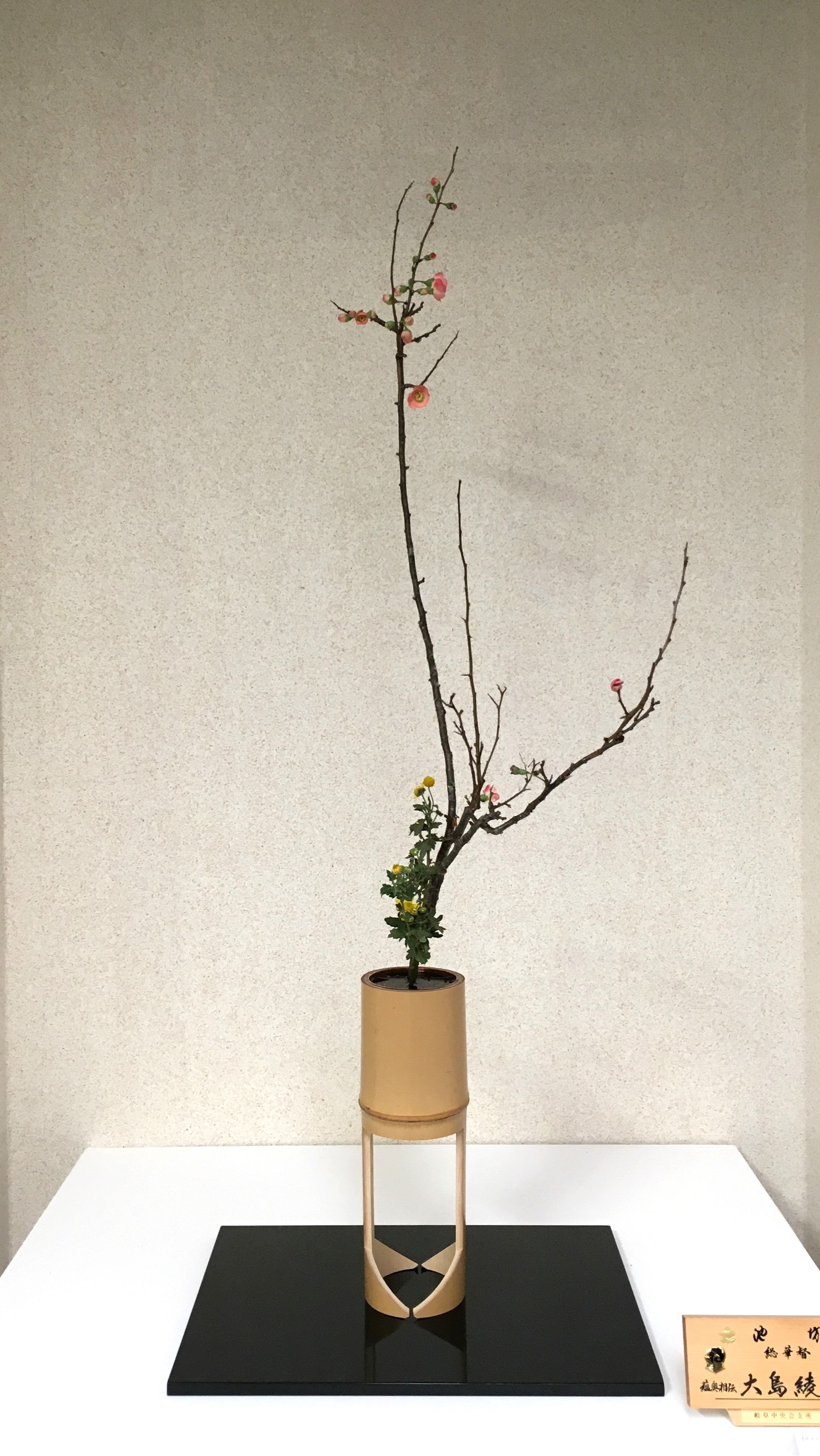
Ikebana-Arrangement: Gefäß und Pflanzen bilden eine harmonische Einheit. Schnitt und Anordnung unterliegen in den klassischen Ikebana-Schulen strengen Regeln. Die Meisterschaft im Arrangieren stellt sich erst nach langen Jahren des Übens ein.

Ikebana (japanisch 生け花 auch いけばな, wörtlich „lebende Blumen“) ist die japanische Kunst des Blumenarrangierens. Die meditative Form des Ikebana wird Kadō (華道, dt. „Weg der Blumen“) genannt. Sowohl Schüler als auch Lehrer des Kadō werden Kadōka (華道家) genannt.

## Ikebana als Kunst
Ikebana ist eine eigenständige, ausschließlich in Japan entwickelte Kunstform. Neben der Teezeremonie, der Kalligraphie, der Dichtkunst und der Musik gehörte sie zwingend zur Ausbildung jedes Adligen. Praktiziert wurde sie auch von Samurai und den Priestern der buddhistischen und shintoistischen Klöster. Sie war zunächst ausschließlich Männern vorbehalten. Erst im Verlauf der Edo-Zeit (1603–1867) wurden die Frauen des Adels in dieser Kunst unterrichtet. Ebenso wurde sie zu einer Fertigkeit, die von hochrangigen Kurtisanen und den Geisha erwartet wurde. Ab Mitte des 17. Jahrhunderts übten sich auch wohlhabende Kaufleute und andere Angehörige des Bürgertums in dieser Kunst. Wohl erst mit Beginn des 19. Jahrhunderts wurde sie dann auch von den Frauen des Bürgertums in den großen japanischen Städten praktiziert. Ende des 19. Jahrhunderts wurde sie für japanische Mädchen zum Pflichtfach an den Schulen. Seit Mitte des 20. Jahrhunderts wurde die Kunst in alle Welt verbreitet und wird heute überwiegend von Frauen ausgeübt.

## Konzept
Das Ikebana-Arrangement soll einerseits die Natur in den Lebensraum des Menschen bringen, jedoch gleichzeitig die kosmische Ordnung darstellen. Durch das Arrangement stellt der Gestalter sowohl sein Verhältnis zur Natur als auch seine jeweiligen Gefühle dar, die ihn während des Gestaltens bewegen. In den klassischen Schulen des Ikebana muss auch immer die jeweilige Jahreszeit durch die Auswahl des Materials zu erkennen sein. Im Gegensatz zur dekorativen Form des Blumensteckens in der westlichen Welt schafft das Ikebana eine Harmonie von linearem Aufbau, Rhythmik und Farbe. Während im Westen die Anzahl und Farbe der Blumen betont und hauptsächlich die Blüten beachtet werden, betonen die Japaner die linearen Aspekte der Anordnung. In dieser Kunst werden ebenfalls Vase, Stängel, Blätter, Zweige sowie auch die Blüten beachtet. Die meisten Ikebana-Formen basieren auf den drei Linien shin (真), soe (副) und tai (体), die Himmel, Menschheit und Erde symbolisieren.
In der Japanischen Ästhetik hat das Konzept des Schneidens (切れ Kire), oder abstrakt die diskontinuierliche Kontinuität (切れ続き Kire-Tsuzuki) ihren Ursprung in der zen-buddhistischen Tradition. Der Schnitt als „Abschneiden der Lebenswurzel“ markiert in der Rinzai-Schule (臨済宗 Rinzai-shū) das sich Lossagen von allen Abhängigkeiten, einen „Tod“, der erst zum Leben befreit. Besonders augenfällig wird dies im Ikebana, bei der Pflanzen und Blumen kunstvoll gestaltet werden. Obwohl Ikebana in wörtlicher Übersetzung „lebende Blume“ bedeutet, steht es anscheinend im Gegensatz dazu, dass man den Blumen durch das Entfernen der Wurzeln ihren Lebensquell genommen hat. Allerdings wird dies gerade als „Belebung der Blume“ erfahren. So schreibt der Philosoph Nishitani Keiji (1900–1990):

„Jedoch das, was im Ikebana erscheint, ist eine Seinsweise, in der gerade das sogeartete ‚Leben‘ der Natur abgeschnitten wird. (…) Denn entgegen dem, dass das Leben der Natur, obwohl sein Wesen die Zeitlichkeit ist, sich von diesem seinem Wesen abwendet und so sein Wesen verbirgt und damit gleichsam in seinem gegenwärtigen Existieren die Zeit einholen will, kehrt die Blume, die von ihrer Wurzel abgeschnitten wurde, mit einem Schlag in das Schicksal der ‚Zeit‘ zurück, das ihr ursprüngliches Wesen ist.“

Ein weiteres Konzept, welches beim Arrangieren wichtig ist, ist das Ma (間), welches als Leere, Raum oder Pause übersetzt werden kann. Wichtig sind nicht nur die Zweige und Blumen, sondern auch der Raum dazwischen, die Leere, um die Balance und Harmonie zwischen den zwei Elementen wie beim Yin und Yang zu erzielen.

## Geschichte

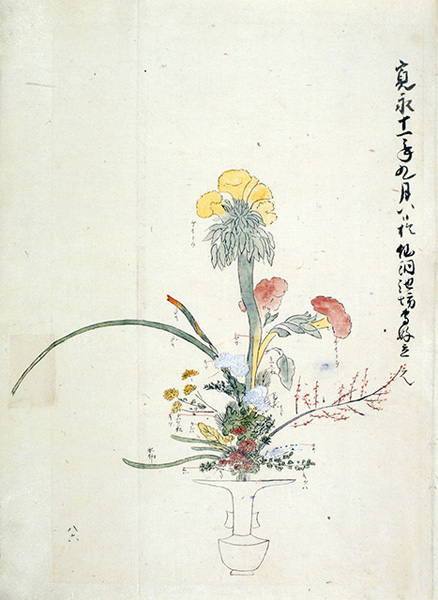
Abbildung eines Rikka von Ikenobō Senkō II. (aus dem Rikka-no-Shidai Kyūjūsanpei-ari, Wichtiges Kulturgut)

Die Anfänge des Ikebana reichen bis ins 6. Jahrhundert unserer Zeitrechnung zurück. Buddhistischen und shintoistischen Gottheiten wurden und werden Blumenopfer dargebracht. Das Opfer bestand/besteht immer aus drei Teilen: dem Weihrauch als Speise für die Gottheit, der Kerze als Widerspiegelung des Universums und den Blumen als Zeichen der Bewunderung für die Gottheit durch den Menschen. Siehe dazu das nebenstehende Bild von Toyokuni III., einem Gedächtnisbild für Ichikawa Danjuro VIII. von 1854 mit Chabana an der Wand, Weihrauch, Kerze und Nageire auf dem kleinen Altar.
Aus der Heian-Zeit (794–1192) sind mehrere Texte überliefert, die die Bewunderung der Angehörigen der Hocharistokratie für die Natur im Allgemeinen und Blumen und Blumenarrangements im Besonderen schildern. Die Kamakura-Zeit (1192–1333) brachte eine zunehmende soziale Bedeutung und wachsenden Wohlstand für die Klasse der Samurai mit sich. Die japanischen Ritter übten sich mehr und mehr neben den Kriegskünsten auch in den klassischen japanischen Künsten wie dem Ikebana. Ein neuer Architekturstil entstand und seither ist die Tokonoma (eine Andachts- und Meditationsnische) unverzichtbarer Bestandteil japanischer Häuser. Ohne jeden Zweifel wurden in den Tokonoma von Anfang an auch Blumen und Zweige in Vasen aufgestellt.
Vom späten 13. Jahrhundert bis ins 16. Jahrhundert wurden anlässlich des Tanabata (Fest zur Feier des Sterns Wega) am kaiserlichen Hof Wettkämpfe veranstaltet, bei denen Angehörige des Adels und Mönche der verschiedenen Klöster darin wetteiferten, wer das schönste Blumenarrangement gestalten könnte. Gegen Ende der Muromachi-Zeit (1333–1568) wurde Ikebana formellen Regeln unterworfen, es entstand der tatehana Stil (tateru – stehen, hana – Blumen). Von 1486 datiert das erste erhaltene Manuskript „Kao irai no Kandensho“, das die Regeln des Arrangierens von Blumen und Pflanzen beschreibt. 1542 schrieb Ikenobo Senno das „Senno Kuden“, das dem Ikebana erstmals einen Sinn jenseits des bloßen Zusammenstellens von Blumen und Pflanzen nach ästhetischen Gesichtspunkten zuschreibt. Gegen Ende des 16. Jahrhunderts wurde der Rikka-Stil von zwei Blumenmeistern, Senko I und Senko II, vollendet. Rikka meint wie tatehana ebenfalls „stehende Blume“, aber ist in viel komplexerer Art ausgeführt. Dieses erste Rikka hat sieben Hauptelemente, die alle zusammen eine Rekonstruktion einer großen Naturlandschaft mit Flüssen, Bergen, Seen und Menschen ergeben sollten.
Parallel zur Entwicklung des Rikka war die Entwicklung des Chabana (茶花, dt. Teeblumen) verlaufen. Das Chabana ist Bestandteil der Teezeremonie und besteht aus zwei Linien, eine für den Gast und die zweite für den Gastgeber. Ende des 16. Jahrhunderts entwickelt sich aus dem Chabana das Nageirebana (hineingeworfene Blume). Hieraus entstanden dann wiederum die Formen des Shoka, traditionell mit den Linien shin, soe und tai gearbeitet und für formelle Anlässe gedacht, und das eigentliche Nageire (投げ入れ, dt. etwas hineinwerfen), das immer in Vasen gearbeitet wird und ebenfalls aus den drei Linien shin, soe und tai besteht. Das Nageire wurde erstmals 1684 von dem Kaufmann Toichiya Taemon im „Nageire Kadensho“ (Das Blumenarrangement im Nageire-Stil) beschrieben. 1697 gefolgt von „Kodai Shoka Zukan“ (Gesammelte Bilder historischer Shoka-Arbeiten) und geschrieben von Ikenobo Sen’yo. Shoka und Nageire sind einfacher zu gestalten als ein Rikka und erforderten keinen besonderen Anlass. Sie konnten jederzeit ihren Platz in der Tokonoma einnehmen.
Während der ersten Jahrzehnte der Meiji-Zeit (1868–1912) stagnierte die traditionelle Kunst und Kultur. Japan befand sich in einem tiefgreifenden Wandlungsprozess und musste lernen, die eigenen Traditionen mit den westlichen Einflüssen in Einklang zu bringen. Wie in vielen anderen Bereichen gelang dies auch auf dem Gebiet des Ikebana zügig. Ohara Unshin (1861–1916) eröffnete 1897 die erste Ikebana-Ausstellung, auf der Werke in dem neuen Stil des Moribana (盛り花, dt. aufgetürmte Blumen) gezeigt wurden. Gleichzeitig mit dem Moribana wurde der Kenzan (Blumenigel) (剣山, dt. Schwerterberg), der aus Messingnadeln besteht, die in eine Bleiplatte eingegossen sind, eingeführt, der ein technisch sehr einfaches Arrangieren der Pflanzen erlaubt. In den Kenzan können die Pflanzen einfach nur eingesteckt werden (daher auch die fehlerhafte Bezeichnung des Ikebana als „Blumenstecken“). Der Moribana-Stil war die Revolution für das Ikebana. Es stand symbolisch sowohl für Freiheit, Weltoffenheit und Frieden, es war aber auch die Form, die das Ikebana breitesten Bevölkerungsschichten zugänglich machte. Bis heute ist es die beliebteste Form des Ikebana.

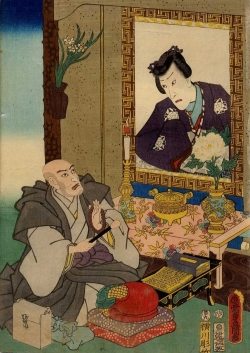
Gedächtnisbild für Ichikawa Danjuro VIII., Chabana, Nageire, Kerze und Weihrauch 1854, von Toyokuni III.
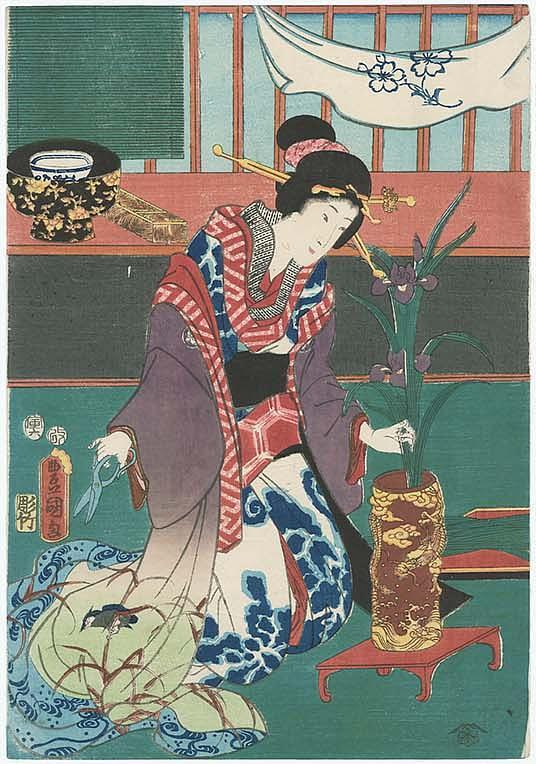
Kurtisane beim Blumenarrangieren, Ausschnitt aus einem Farbholzschnitt, 1854, von Toyokuni III.
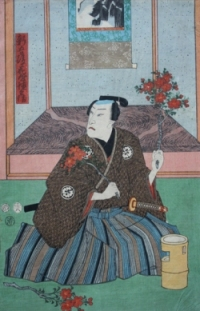
Samurai beim Blumenarrangieren, Ausschnitt aus einem Kabuki Farbholzschnitt, 1854, von Toyokuni III.

## Gestaltungsformen

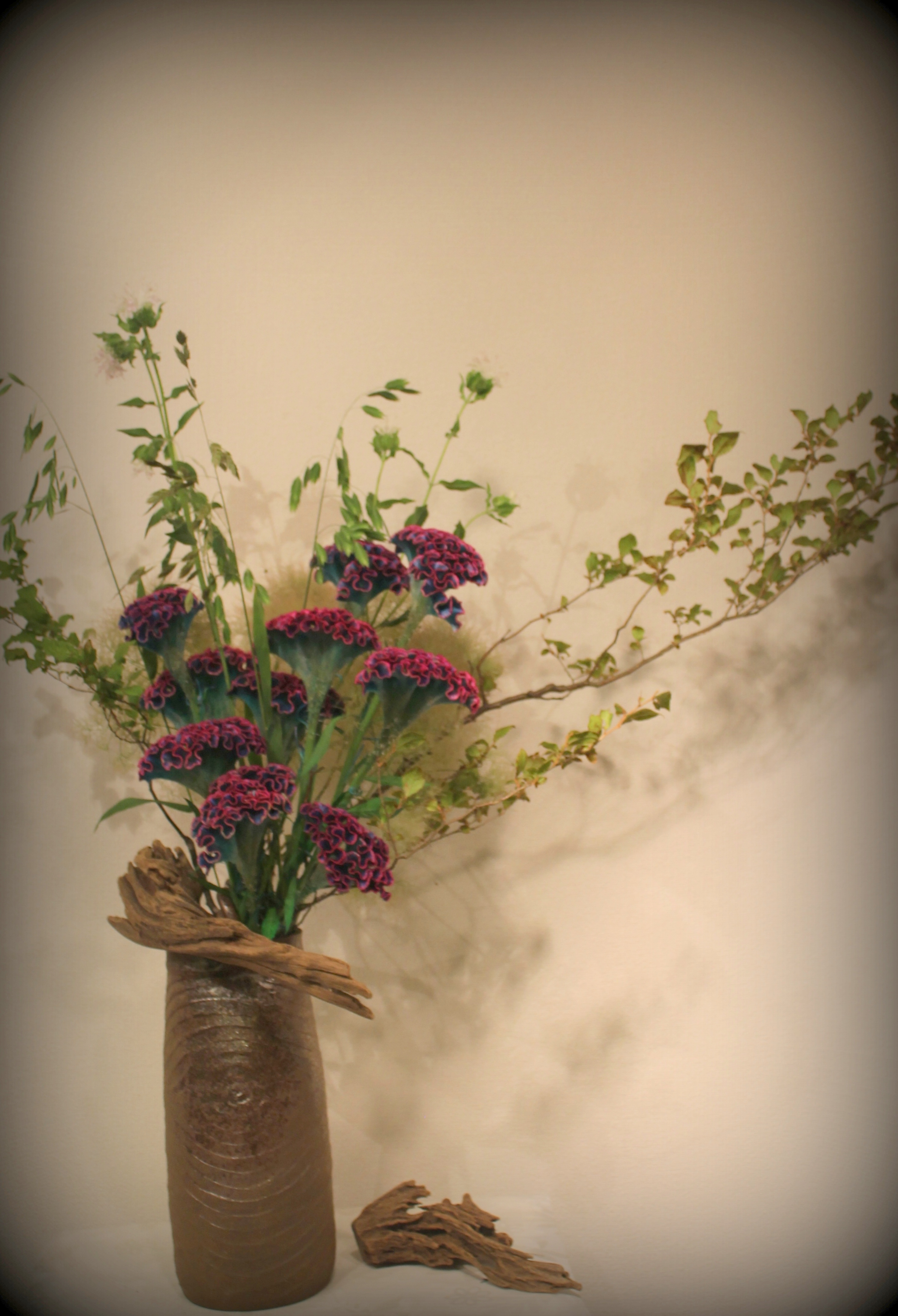
Nageire von der Banmi Shofu-ryū Schule
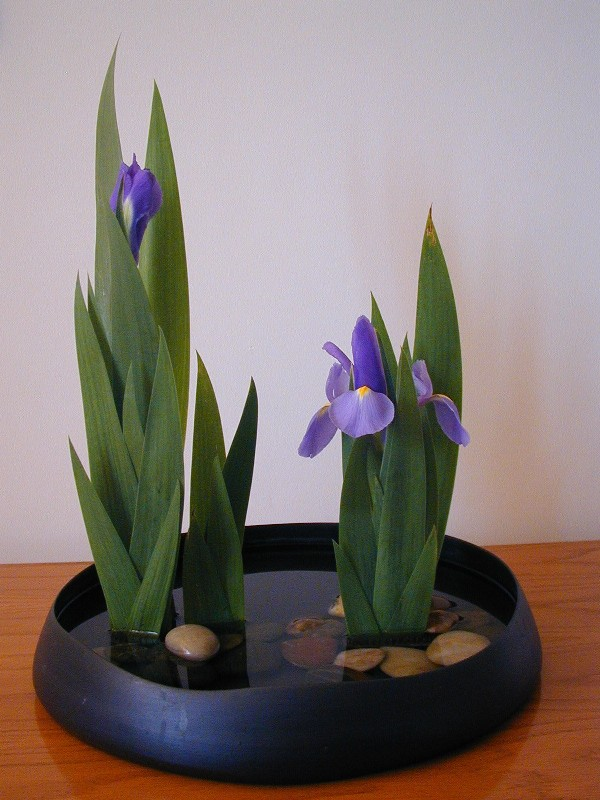
Moribana mit Iris
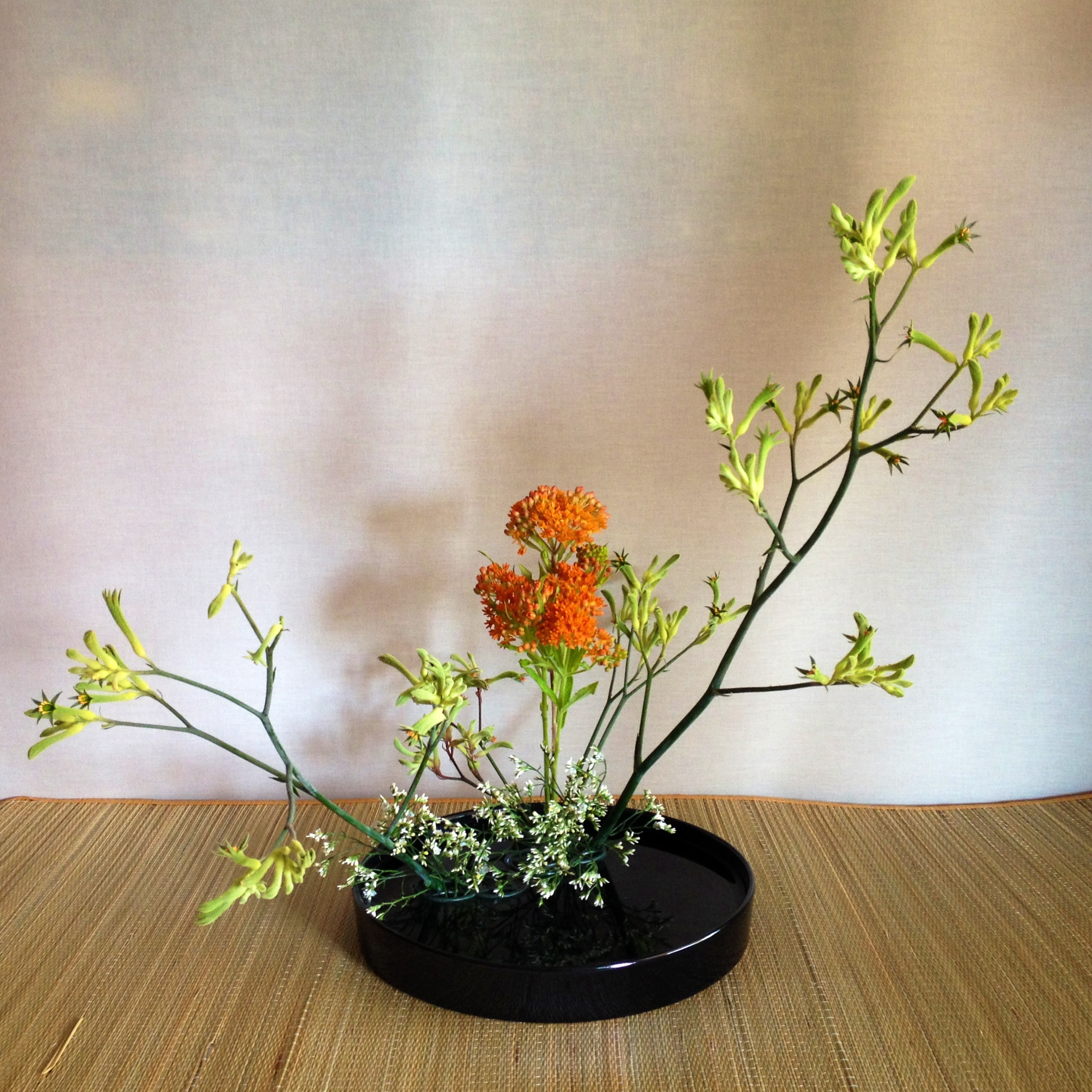
Moribana kōseitai (hidarigatte) von der Saga Go-ryū Schule
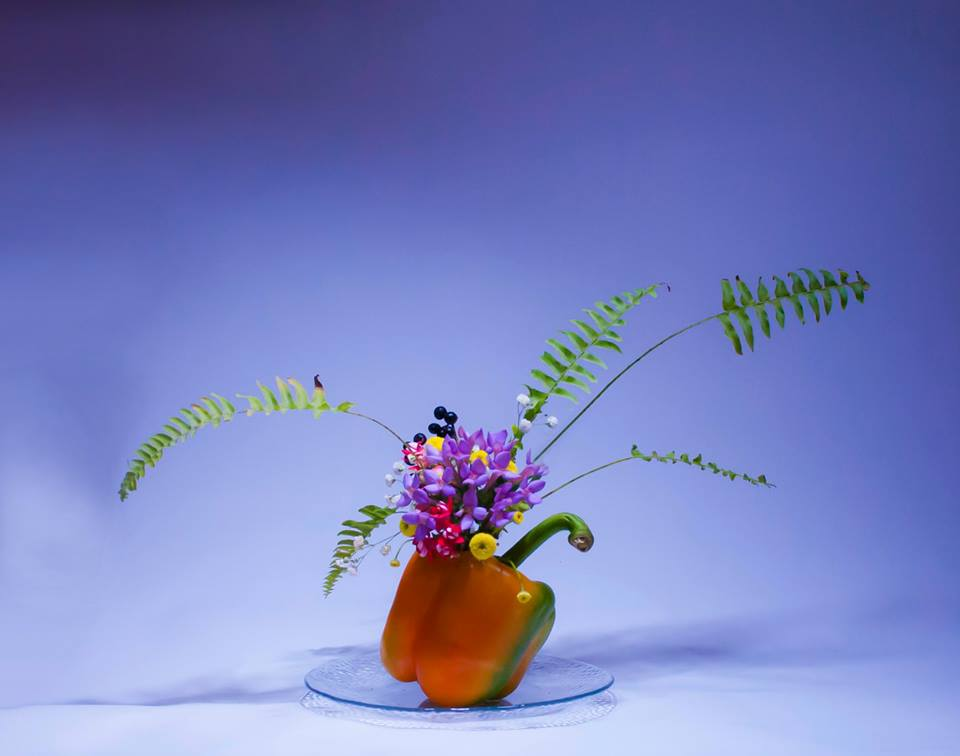
Freier Stil
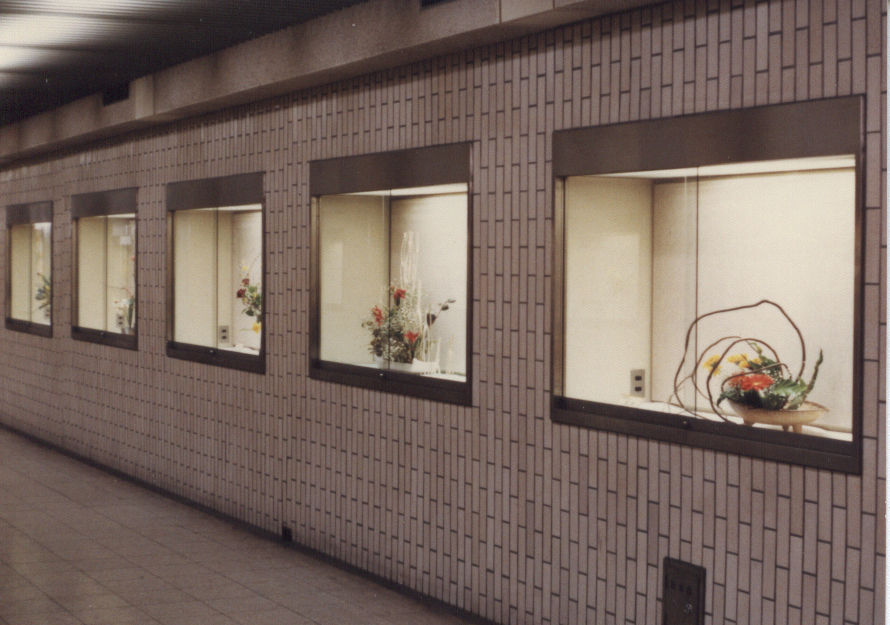
Ikebana-Ausstellung in der U-Bahn von Kyoto

Das Rikka: Es entwickelte sich aus dem Tatehana, einer Arrangierform des buddhistischen Blumenopfers, das ab dem 15. Jahrhundert gepflegt wurde. Bis ca. 1700 war es aus sieben Hauptlinien aufgebaut, seit ca. 1800 besteht es aus neun Hauptlinien, jede unterstützt von weiteren Nebenlinien. Es stellt eine idealisierte Landschaft dar, wofür umfangreiche Regeln entwickelt wurden. Diese betreffen Charakter der Linien, Länge, Materialkombinationen, Einsteckpunkte im Kenzan oder Komiwara (Strohbündel), Abgangsposition und -winkel von der Mitte usw. und sind nur durch regelmäßiges und mehrjähriges Üben zu meistern. Rikka sind gedacht für zeremonielle Anlässe und Ausstellungen. Sie sind zumeist sehr groß und ihr Aufbau erfordert höchste technische, formelle und künstlerische Fähigkeiten. Rikka wird von einigen kleineren Ikebana-Schulen und vor allem von der Ikenobo-Schule geübt, in der auch die neueste Form, das Rikka shimputai entwickelt wurde (vorgestellt 1999).
Das Chabana: Ist ein zierliches Arrangement zur Teezeremonie, das die Natur derselben zum Gast bringen soll. Das Chabana hat zwei Linien, wobei die eine zum Gast zeigt, die andere zum Gastgeber. Es hat eine einfache, natürliche Anordnung, wird meist mit einem Zweig- und einem Blumenmaterial arrangiert, kann aber auch aus einem Material gearbeitet sein. Idealerweise soll die Farbe des Kimonos des Gastes ebenfalls berücksichtigt werden, weshalb sich der Gastgeber danach im Vorhinein erkundigen darf.
Das Seika, auch Shōka: Als vereinfachte Form aus dem Rikka entstanden, besteht es aus den drei Hauptlinien Shin, Soe und Tai (werden bei einigen Schulen anders bezeichnet) mit einigen Hilfslinien. Das Arrangement hat einen gemeinsamen Fuß, alle Linien müssen direkt hintereinander in den Kenzan oder den Kubari (Fixierung mit Zweigstückchen) gesteckt werden, von wo sie sich nach bestimmten Regeln auffächern.
Unterschieden wird in der Ikenobō-Schule zwischen klassischem und modernem Shōka. Ein klassisches Shōka wird mit wenigen Ausnahmen nur mit einem, höchstens zwei Materialien gearbeitet. Das Material muss ursprünglich aus Japan stammen, es sind nur klassische Gefäße erlaubt und die Blumenhalterung muss mit alter Technik erfolgen.
Ein modernes Shōka erlaubt drei Materialien, jedes Material, jedes geeignete Gefäß und den Kenzan als Befestigungstechnik.
Das Nageirebana: Wird in einer Vase gearbeitet und hat drei Hauptlinien. Das Pflanzenmaterial wird mit einem Kubari (Blumenhalter aus Zweigstücken) dermaßen in der Vase befestigt, dass sich die Linien frei über der Wasserfläche erheben. Shin und Soe dürfen dabei keinesfalls den Vasenrand berühren. Die Spitzen der drei Hauptlinien sollen ein ungleichmäßiges Dreieck bilden. Als Materialien haben sich Zweige für Shin und Soe und Blumen für den Tai bewährt, wobei weitere florale Materialien hinzugefügt werden können. Als Unterformen unterscheidet man zwischen der hängenden Form („suitai“: Spitze des Shin reicht unter den Vasenrand), der geneigten Form („shatei“: Shin bildet zum Vasenrand einen Winkel von bis zu 60 Grad) und der aufrechten Form („chokutai“: Shin bildet zum Vasenrand einen Winkel über 60 Grad).
Das Moribana: Entstand aus dem Landschaftsarrangement der Ohara-Schule. Wird üblicherweise in flachen Schalen gearbeitet, zur Befestigung der Pflanzen in der Schale dient der Kenzan. Jedes Pflanzenmaterial ist erlaubt. Wie das Nageire hat es drei Hauptlinien und kann ebenfalls wie das Nageire in den Formen chokutai (aufrecht), shatai (geneigt) oder suitai (hängend) gearbeitet werden.
Sonderformen des Moribana sind das Shimentai und das Morimono. Das Shimentai ist die einzige Ikebana-Form, die nach allen Richtungen durchgearbeitet ist und von allen Seiten betrachtet werden kann. Ursprünglich wurde sie in der Ohara-Schule entwickelt, später auch in der Sogetsu-Schule. Das Morimono ist ein Arrangement der Ohara-Schule in flachen Schalen oder Körben. Ein Element sind geerntete Früchte oder Gemüse und es ist als Tischarrangement gedacht.
Das Jiyūka oder Jiyūbana: Völlig frei gestaltbares Arrangement zu einem bestimmten Thema, bei dem Blumen und Pflanzen natürlich, aber auch stark verändert eingesetzt dürfen. Totholz und nicht-florales Material können verwendet werden und es sind alle Befestigungsarten erlaubt. Von besonderer Bedeutung für ein Jiyuka sind Farbe und Form des Gefäßes, auf die im Arrangement eingegangen werden soll. Als formale Leitlinien ist nur zu beachten, dass das Arrangement Farbe, Masse und Linie aufweist.
Das Shōka shinpūtai: Eingeführt 1977 von Sen'ei Ikenobo. Es ist eine moderne, freie Paraphrase des Shoka, das sehr sparsam und aus drei Materialien arrangiert wird. Zwar stehen auch hier die Füße direkt hintereinander, aber weitere Shoka-Regeln werden zugunsten eine subjektiven Harmonie aufgeweicht. (So darf z. B. holziges Material vor krautigem Material stehen, wenn der Gesamteindruck stimmig ist.) Die Hauptlinien werden als Shu, Yo und Ashirai bezeichnet, wobei Shu und Yo in einem Gegensatz zueinander stehen und Ashirai den noch fehlenden Aspekt beisteuert.
Das Rikka shinpūtai: Eingeführt 1999 von Sen'ei Ikenobo, um „Harmonie in Schönheit für zeitgenössische Wohnumgebungen zu schaffen“. Es ist eine moderne Variante des Rikka, wobei andere Größenverhältnisse, Materialkombinationen und Gefäße zulässig sind. Zwar wird es mit dem Wissen um das traditionelle Rikka arrangiert, aber diese werden – wie die Shokaregeln beim Shoka shimputai – aufgeweicht und paraphrasiert. Die Einsteckpunkte im Kenzan bilden wie im Rikka ein Bündel, aber alle Abgänge befinden sich in etwa auf gleicher Höhe. Bezüglich anderer Konstruktionsprinzipien wie Richtung oder Länge der Linien, Pflanzenmaterial oder Farbkombinationen gibt es keine Vorgaben. Ein Rikka shimputai soll immer den Eindruck von Klarheit und Einzigartigkeit hinterlassen.

## Schulen
Schulen des Ikebana gibt es zahlreiche. In Japan sind die bedeutendsten die Ikenobo- und die Ohara-Schule, die nach wie vor großen Wert auf Tradition legen und in denen formelle Gestaltungsregeln sowie technisch, handwerkliche Fertigkeiten noch immer die Grundlage jeder freieren Gestaltung bilden. Im Westen erfreut sich insbesondere die Sōgetsu-Schule großer Beliebtheit, da ihre Regeln und Gestaltungsvorschriften dem Anfänger größere Freiräume der Gestaltung einräumen.
Weltweit gibt es den Verein Ikebana International mit Sitz in Tokio, welcher in den 50er Jahren gegründet wurde.

## Kadōka
- Makoto Azuma
- Jun’ichi Kakizaki
- Teshigahara Sōfū
- Marcia Gay Harden, Schauspielerin, die eine Biografie über ihre Mutter schrieb[4][5]